# Большое Шемякино
 Большое Шемякино  (чув. Аслӑ Ӑнӑ) — село в Тетюшском районе Татарстана. Административный центр Большешемякинского сельского поселения.

## География
Находится в юго-западной части Татарстана на расстоянии приблизительно 14 км на северо-запад по прямой от районного центра города Тетюши.

## История
До 1917 года известно было также под названиями Кошки, Шонгут. В начале XX века имелись волостное правление, церковь, земская школа. В 1920-е годы из села выделился поселок Победа. В 2002 году центральная усадьба СХПК «Победа».

## Население
Постоянных жителей насчитывалось в 1782—232 мужчины, 1859—1033, в 1897—1868, в 1908—2356, в 1926—1660, в 1938—1540, в 1958—1425, в 1970—1371, в 1979—1075, в 1989—671. Постоянное население составляло 664 человека (чуваши 89 %) в 2002 году, 603 в 2010.